# Circaea ovata
Circaea ovata là một loài thực vật có hoa trong họ Anh thảo chiều. Loài này được (Honda) Boufford mô tả khoa học đầu tiên năm 1982 publ. 1983.